# Josef Steinbach
Josef Steinbach (Horšov, Bohèmia, Imperi Austrohongarès, 21 de març de 1879 – Viena, 15 de gener de 1937) va ser un haltera austríac que va competir a començaments del segle xx.
Nascut a Bohèmia, el 1894 es traslladà a Viena, on començà a practicar l'halterofília el 1898. Guanyà tres medalles al campionat del món el 1904 i 1905. El 1906 va prendre part en els Jocs Intercalats d'Atenes, on disputà dues proves del programa d'halterofília i la d'estirar la corda. Va guanyar la medalla d'or en aixecament a una mà i la de plata en aixecament a dues mans. En el joc d'estirar la corda fou quart.
Després dels Jocs passà a ser un lluitador professional i es dedicà a l'exhibició de l'aixecament de peses. El 1910 va desafiar repetidament Arthur Saxon pel títol del món professional d'aixecament de peses, però va ser en va.
Steinbach va establir diversos rècords mundials. Destaca el d'aixecament amb una sola mà, que amb 106 kg, es va mantenir vigent fins a la dècada de 1930. El 1924 va aparèixer en la pel·lícula muda Die Stadt ohne Juden.